# Đội U-21 và Học viện Manchester United F.C.
Đội U-21 Manchester United là đội bóng cao nhất của đội trẻ Manchester United mà trước đây gọi là đội dự bị của câu lạc bộ bóng đá này. Đội bóng đang thi đấu tại Họ chơi ở Premier League 2 thuộc cấp độ cao nhất của hệ thống giải Professional Development League. Tại giải đấu này, mỗi đội thi đấu hai lượt đi và về để tính điểm xếp hạng. Mỗi đội cho phép đăng ký ba cầu thủ và một thủ môn trên 23 tuổi trong mỗi trận đấu được quy định mới từ mùa giải 2016-17.
Giải đấu này ra đời năm 1999 với tên giải Premier Reserve League, khi đó Đội U21 Manchester United vô địch 5 lần (năm 2002, 2005, 2006, 2010 và 2012) và giải đấu này bị hủy bỏ trong năm 2012. Trong mùa giải 2012-13, Liên đoàn bóng đá Anh đã đổi tên giải đấu thành Barclays U21 Premier League và đội U21 Manchester United cũng vô địch ngay mùa giải đầu tiên. Hiện tại, Đội U21 Manchester United đang là nhà vô địch mùa giải 2015-16. Đội bóng cũng tham gia vào giải Manchester Senior Cup và Lancashire Senior Cup.
Huấn luyện viên hiện tại của đội U23 Manchester United là Ricky Sbragia nhằm thay thế cho Nicky Butt và Warren Joyce đã chuyển sang dẫn dắt Wigan.
Từ tháng 11 năm 2008 đến tháng 8 năm 2013, đội thi đấu trên sân nhà của mình tại sân Moss Lane ở Altrincham, đó là sân nhà của Altrincham FC.. Kể từ mùa giải U-21 Premier League 2013–14, đội bóng phần lớn chơi trên nhà đó là Sân vận động Salford City tại Barton-upon-Irwell. Từ mùa bóng 2014-15, Đội chủ yếu thi đấu trên sân vận động Leigh Sports Village. Rules quy định tại Premier League rằng ít nhất ba trận đấu trên sân nhà phải thi đấu trên sân vận động chính của câu lạc bộ đó là sân Old Trafford.
Manchester United cũng có một đội U-18 nhưng chơi tại Barclays U18 Premier League thuộc Nhóm 2 và FA Youth Cup. Các cầu thủ dưới 18 tuổi sẽ chơi trên sân nhà ở sân tập AON, tại trung tâm huấn luyện Carrington.

## Đội U23
Tính đến 1 tháng 9 2023
Ghi chú: Quốc kỳ chỉ đội tuyển quốc gia được xác định rõ trong điều lệ tư cách FIFA. Các cầu thủ có thể giữ hơn một quốc tịch ngoài FIFA.
| Số | VT | Quốc gia     | Cầu thủ                        |
| -- | -- | ------------ | ------------------------------ |
| 35 | TV | Anh          | Tom Huddlestone (player-coach) |
| 40 | TM | Cộng hòa Séc | Radek Vítek                    |
| 44 | TV | Anh          | Dan Gore                       |
| 45 | TM | Bắc Ireland  | Dermot Mee                     |
| 52 | TĐ | Anh          | Joe Hugill                     |
| 53 | HV | Pháp         | Willy Kambwala                 |

| Số | VT | Quốc gia | Cầu thủ            |
| -- | -- | -------- | ------------------ |
| 59 | TV | Na Uy    | Isak Hansen-Aarøen |
| 61 | TĐ | Colombia | Mateo Mejía        |
| 62 | TV | Anh      | Omari Forson       |
| 65 | TV | Anh      | Toby Collyer       |
| 66 | HV | Anh      | Rhys Bennett       |

#### Cho mượn
Ghi chú: Quốc kỳ chỉ đội tuyển quốc gia được xác định rõ trong điều lệ tư cách FIFA. Các cầu thủ có thể giữ hơn một quốc tịch ngoài FIFA.
| Số | VT | Quốc gia    | Cầu thủ                                             |
| -- | -- | ----------- | --------------------------------------------------- |
| 42 | HV | Tây Ban Nha | Álvaro Fernández (tại Granada đến 30 tháng 6 2024)  |
| 48 | HV | Anh         | Will Fish (tại Hibernian đến 30 tháng 6 2024)       |
| 56 | TĐ | Anh         | Charlie McNeill (tại Stevenage đến 30 tháng 6 2024) |

### Lịch sử các huấn luyện viên
| Nam           | Tên                              |
| ------------- | -------------------------------- |
| 1946–1964     | Jimmy Murphy                     |
| 1964–1969     | Wilf McGuinness                  |
| 1969–1970     | John Aston, Sr.                  |
| 1970–1971     | Wilf McGuinness                  |
| 1971–1974     | Bill Foulkes                     |
| 1974–1981     | Jack Crompton                    |
| 1981–1991     | Brian Whitehouse                 |
| 1991–2000     | Pop Robson Jimmy Ryan            |
| 2000–2001     | Mike Phelan                      |
| 2001–2002     | Brian McClair                    |
| 2002          | Mike Phelan                      |
| 2002–2005     | Ricky Sbragia                    |
| 2005–2006     | Brian McClair                    |
| 2005–2006     | René Meulensteen                 |
| 2006–2008     | Brian McClair                    |
| 2008–2011     | Ole Gunnar Solskjær Warren Joyce |
| 2011–2016     | Warren Joyce                     |
| 2016–2017     | Nicky Butt                       |
| 2017–2019     | Ricky Sbragia                    |
| 2019–2022     | Neil Wood                        |
| 2022–hiện tại | Mark Dempsey                     |

### Danh hiệu
- Professional Development League 1: 3
  - 2013, 2015, 2016
- Premier Reserve League North Champions: 5
  - 2002, 2005, 2006, 2010, 2012
- Premier Reserve League National Playoff Winners: 4
  - 2005, 2006, 2010, 2012
- Central League North: 9
  - 1913, 1921, 1939, 1947, 1956, 1960, 1994, 1996, 1997
- Central League Division 1 West: 1
  - 2005
- Central League Cup: 1
  - 2005
- Manchester Senior Cup: 33
  - 1886, 1888, 1889, 1890, 1893, 1902, 1908, 1910, 1912, 1913, 1920, 1924, 1926, 1931, 1934, 1936, 1937, 1939, 1948, 1955, 1957, 1959, 1964, 1999, 2000, 2001, 2004, 2006, 2008, 2009, 2011, 2012, 2013, 2014
- Manchester Senior Cup: 15
  - 1898, 1913, 1914, 1920 (chia sẻ), 1929, 1938, 1941, 1943, 1946, 1951, 1969, 2008, 2009, 2012, 2013

## Học viện
Học viện Manchester United được thành lập từ năm 1998, một năm trước khi có giải đấu trẻ được tổ chức ở Anh năm 1999. Nhưng nguồn gốc của Học viện ra đời vào năm 1930 với tên gọi là câu lạc bộ Manchester United Junior Athletic (MUJAC). Học viện Manchester United là nơi đào tạo cầu thủ cho câu lạc bộ Manchester United với những tên tuổi lừng danh như Bobby Charlton, Ryan Giggs, Bill Foulkes, Paul Scholes và Gary Neville và làn sóng đào tạo cây nhà lá vườn tốt nhất dưới thời Alex Ferguson. Học viện tập luyện ở sân AON, trong khu tập luyện Carrington, một vùng đất có diện tích 340.000 m2, ở ngoại ô thành phố Manchester của Vương Quốc Anh.
Theo thống kê, Các đội trẻ Manchester United thành công nhất của bóng đá Anh, với chín cầu thủ lừng danh của bóng đá Anh (Duncan Edwards, Sir Bobby Charlton, George Best, Nobby Stiles, Mark Hughes, Ryan Giggs, Paul Scholes, David Beckham và Johnny Giles). Học viện Manchester United cũng có kỷ lục FA Youth Cup tốt nhất, chiến thắng trên 10 lần trong tổng số 14 lần tổ chức giải đấu này.
Học viện Manchester United bao gồm các đội có nhóm tuổi khác nhau, từ U-9 đến U-18. Đội U18 Manchester United hiện đang thi đấu ở giải Professional Development League với tên giải U18 Premier League ở nhóm phía Bắc và FA Youth Cup. Đội U-18 thường thi đấu giải Professional Development League vào lúc 11 giờ sáng vào các buổi sáng thứ bảy tại sân tập AON tại Carrington, trong khi đó giải FA Youth Cup thường được chơi ở một trong hai địa điểm đó là: sân Moss Lane của Altrincham (nơi đây được xem là sân nhà của đội U-18 Manchester United) hoặc sân nhà Old Trafford với sức chứa hơn 76.000 người, để phục vụ cho số lượng lớn người hâm mộ yêu mến Học viện.
Trong năm 2007, đội U-18 Manchester United vô địch giải đấu Champions Youth Cup 2007, một giải đấu vô địch thế giới dành cho các cầu thủ trẻ được UEFA tổ chức, U18 Manchester United đã xuất sắc đánh bại Juventus 1-0 trong trận chung kết được tổ chức tại Malaysia.

### Các cầu thủ học viện hiện tại
Cập nhật đến ngày 22 tháng 7 năm 2017.
| Quốc gia          | Cầu thủ             | Ngày sinh         | Vị trí            | Cấp độ                   | Câu lạc bộ trước đây | Đến United        |
| 2nd Year Scholars | 2nd Year Scholars   | 2nd Year Scholars | 2nd Year Scholars | 2nd Year Scholars        | 2nd Year Scholars    | 2nd Year Scholars |
| ----------------- | ------------------- | ----------------- | ----------------- | ------------------------ | -------------------- | ----------------- |
| Anh               | Tom Wooster         | 30 tháng 3, 2005  | GK                | Từng trong đội hình U-15 | Barnsley             | Tháng 7 2021      |
| Anh               | Sam Murray          | 25 tháng 9, 2004  | DF                | Từng trong đội hình U-15 | Huddersfield Town    | Tháng 7 2021      |
| Anh               | Marcus Lawrence     | 24 tháng 6, 2005  | DF                |                          |                      | Tháng 7 2021      |
| Ba Lan            | Maximillian Oyedele | 7 tháng 11, 2004  | DF                | Từng trong đội hình U-18 |                      | Tháng 7 2021      |
| Anh               | Tyler Fredricson    | 23 tháng 2, 2005  | DF                | Từng trong đội hình U-17 |                      | Tháng 7 2021      |
| Anh               | Sonny Aljofree      | 9 tháng 12, 2004  | DF                | Capped at Under-18 level |                      | July 2021         |
| Anh               | Daniel Gore         | 26 tháng 9, 2004  | MF                | Capped at Under-18 level |                      | July 2021         |
| Anh               | Sam Mather          | 3 tháng 9, 2004   | MF                | Capped at Under-18 level |                      | July 2021         |
| Anh               | Ethan Ennis         | 11 tháng 12, 2004 | FW                |                          | Liverpool            | July 2021         |
| 1st Year Scholars |                     |                   |                   |                          |                      |                   |
| Anh               | Thomas Myles        | 17 tháng 11, 2005 | GK                |                          |                      | July 2022         |
| Anh               | Elyh Harrison       | 19 tháng 2, 2006  | GK                |                          | Stevenage            | July 2022         |
| Anh               | James Nolan         | 2 tháng 10, 2005  | DF                | Capped at Under-18 level |                      | July 2022         |
| Anh               | Louis Jackson       | 18 tháng 9, 2005  | DF                | Capped at Under-18 level |                      | July 2022         |
| Scotland          | Jack Kingdon        | 16 tháng 11, 2005 | DF                | Capped at Under-18 level |                      | July 2022         |
| Anh               | Habeeb Ogunneye     | 12 tháng 11, 2005 | DF                | Capped at Under-18 level |                      | July 2022         |
| Anh               | Ethan Williams      | 14 tháng 11, 2005 | MF                | Capped at Under-15 level | Barnsley             | July 2022         |
| Anh               | Jack Moorhouse      | 29 tháng 11, 2005 | MF                |                          |                      | July 2022         |
| Anh               | Ruben Curley        | 5 tháng 9, 2005   | MF                |                          |                      | July 2022         |
| Anh               | Finley McAllister   | 16 tháng 7, 2006  | MF                | Capped at Under-17 level |                      | July 2022         |
| Anh               | Malachi Sharpe      | 20 tháng 11, 2005 | FW                | Capped at Under-18 level | Derby County         | July 2022         |
| Anh               | Ashton Missin       | 15 tháng 8, 2006  | FW                |                          |                      | July 2022         |
| Anh               | Ethan Wheatley      | 20 tháng 1, 2006  | FW                |                          |                      | July 2022         |
| Anh               | Adam Berry          | 9 tháng 1, 2006   | FW                |                          |                      | July 2022         |

### Danh hiệu
- Blue Stars/FIFA Youth Cup: 18[15]
  - 1954, 1957, 1959, 1960, 1961, 1962, 1965, 1966, 1968, 1969, 1975, 1976, 1978, 1979, 1981, 1982, 2004, 2005
- Champions Youth Cup: 1 
  - 2007
- FA Youth Cup: 10[16]
  - 1953, 1954, 1955, 1956, 1957, 1964, 1992, 1995, 2003, 2011, 2022
- Milk Cup/SuperCupNI: 6[17]
  - 1991, 2003, 2008, 2009, 2013, 2014, 2017
- Premier Academy League U18 Group: 3
  - 1998–99, 2000–01, 2009–10
- Lancashire League Division One: 12
  - 1954–55, 1983–84, 1984–85, 1986–87, 1987–88, 1989–90, 1990–91, 1992–93, 1994–95, 1995–96, 1996–97, 1997–98
- Lancashire League Division Two: 5
  - 1964–65, 1969–70, 1971–72, 1988–89, 1996–97
- Lancashire League Division One Supplementary Cup: 4
  - 1954–55, 1955–56, 1959–60, 1963–64
- Lancashire League Division Two Supplementary Cup: 10
  - 1955–56, 1956–57, 1959–60, 1961–62, 1963–64, 1964–65, 1965–66, 1969–70, 1971–72, 1976–77
- Sparkasse & VGH Cup
  - 2017, 2018

## Ban huấn luyện
- Giám đốc Học viện: Nick Cox
- Trưởng phòng Đào tạo: Mark Dempsey[18]
- Trưởng phòng Hoạt động Học viện: Travis Binnion
- Huấn luyện viên đội U21: Travis Binnion[19]
- Trợ lý huấn luyện viên đội U21: Tom Huddlestone
- Huấn luyện viên thủ môn Học viện: Tommy Lee
- Huấn luyện viên thủ môn (U-9 đến U-16): Christopher Backhouse
- Huấn luyện viên trưởng U18: Adam Lawrence[20]
- Trợ lý Huấn luyện viên U18: Colin Little
- Huấn luyện viên trưởng U16: Adam Lawrence[21]
- Huấn luyện viên trưởng U12: Lee Unsworth[22]
- Huấn luyện viên trưởng U10: Eamon Mulvey
- Bác sĩ Học viện: Dr Tony Gill, Dr Dave Perry
- Bác sĩ vật lý trị liệu Học viện cao cấp: Diane Ryding
- Bác sĩ vật lý trị liệu Học viện: John Davin và Richard Merron

## Các (cựu) cầu thủ đội trẻ đáng chú ý
Sau đây là danh sách đầy đủ các cầu thủ đã và đang thi đấu ở cấp độ quốc tế (không nhất thiết thi đấu cho đất nước của họ sau khi sinh).
- Stan Ackerley
- Adnan Ahmed
- Arthur Albiston
- John Aston Sr.
- Ray Baartz
- Phil Bardsley
- David Beckham
- Di'Shon Bernard
- George Best
- Clayton Blackmore
- Jackie Blanchflower
- Mark Bosnich
- Robbie Brady
- Evandro Brandão
- Febian Brandy
- Shay Brennan
- Ben Brereton Díaz
- Ronnie Briggs
- Wes Brown
- Alex Bruce
- Francis Burns
- Nicky Butt
- Roger Byrne
- Fraizer Campbell
- Johnny Carey
- Joe Carolan
- Craig Cathcart
- Bobby Charlton
- James Chester
- Tom Cleverley
- Kenny Cooper
- Hugh Curran
- Mats Møller Dæhli
- Alan Davies
- Simon Davies
- Ritchie De Laet
- Amad Diallo
- Danny Drinkwater
- Eamon Dunphy
- Mike Duxbury
- Duncan Edwards
- Magnus Wolff Eikrem
- Sadiq El Fitouri
- Anthony Elanga
- Corry Evans
- Jonny Evans
- Fábio
- Darren Fletcher
- Bill Foulkes
- Timothy Fosu-Mensah
- Ethan Galbraith
- Alejandro Garnacho
- Darron Gibson
- Ryan Giggs
- Johnny Giles
- Keith Gillespie
- Don Givens
- Shaun Goater
- Pierluigi Gollini
- Angel Gomes
- Arthur Gómez
- Johnny Gorman
- Kenji Gorré
- Brian Greenhoff
- Mason Greenwood
- Raheem Hanley
- David Healy
- Tom Heaton
- Dean Henderson
- Jackie Hennessy
- Ángelo Henríquez
- Danny Higginbotham
- Mark Hughes
- Phil Hughes
- Nicholas Ioannou
- Zidane Iqbal
- Saidy Janko
- Adnan Januzaj
- David Johnson
- Sam Johnstone
- Michael Keane
- Will Keane
- Otis Khan
- Brian Kidd
- Joshua King
- Jovan Kirovski
- Tom Lawrence
- Dylan Levitt
- Jesse Lingard
- Shaun Lowther
- Jon Macken
- Souleymane Mamam
- David McCreery
- Luke McCullough
- Wilf McGuinness
- Sammy McIlroy
- Alan McLoughlin
- Sammy McMillan
- Paddy McNair
- Paul McShane
- Scott McTominay
- Hannibal Mejbri
- Jackie Mooney
- Kalam Mooniaruck
- Johnny Morris
- Ravel Morrison
- Philip Mulryne
- Colin Murdock
- Daniel Nardiello
- Gary Neville
- Phil Neville
- Jimmy Nicholl
- Jimmy Nicholson
- Oliver Norwood
- Lee O'Connor
- Kieran O'Hara
- John O'Shea
- Peter O'Sullivan
- Matthew Olosunde
- Stan Pearson
- David Pegg
- Andreas Pereira
- Anthony Pilkington
- Gerard Piqué
- David Platt
- Paul Pogba
- Marcus Rashford
- Kieran Richardson
- Jimmy Rimmer
- Jonny Rödlund
- Giuseppe Rossi
- Mike Rowbotham
- David Sadler
- Robbie Savage
- Paul Scholes
- Jackie Scott
- Ryan Shawcross
- Paul Sixsmith
- Paddy Sloan
- Jonathan Spector
- Michael Stewart
- Nobby Stiles
- John Thorrington
- Sean Tse
- Guillermo Varela
- Dennis Viollet
- Danny Welbeck
- Billy Whelan
- Norman Whiteside
- Matty Willock
- Marc Wilson
- Jamie Wood
- Hussein Yasser
- Ron-Robert Zieler

## Cầu thủ trẻ của năm
Trước năm 1990, một giải thưởng duy nhất được trao cho các cầu thủ trẻ xuất sắc nhất mùa giải đó được ra đời trong năm 1982. Giữa năm 1982 đến năm 1985, giải thưởng này có tên là: "Cầu thủ trẻ của năm". Từ năm 1986 đến 1989, giải thưởng sau được đổi tên thành: "Denzil Haroun, Cầu thủ trẻ của năm" nhằm tri ân những đóng góp của Denzil Haroun, là một giám đốc của câu lạc bộ cũ và anh rể của cựu chủ tịch câu lạc bộ Louis Edwards.
Từ năm 1990, giải thưởng cá nhân được trao cho các cầu thủ tốt nhất của Học viện và đội dự bị trong một mùa giải. Giải thưởng "Cầu thủ trẻ của năm" được đặt theo tên của Jimmy Murphy, một trợ lý lâu năm của Sir Matt Busby, người đã qua đời vào năm 1989. Còn giải thưởng "Cầu thủ đội dự bị của năm" được đặt theo tên của Denzil Haroun.
| Mùa giải | Supporters Club Cầu thủ trẻ của năm |
| -------- | ----------------------------------- |
| 1982–83  | Norman Whiteside                    |
| 1983–84  | Mark Hughes                         |
| 1984–85  | Mark Hughes                         |

| Mùa giải | Denzil Haroun Cầu thủ trẻ của năm |
| -------- | --------------------------------- |
| 1985–86  | Simon Ratcliffe                   |
| 1986–87  | Gary Walsh                        |
| 1987–88  | Lee Martin                        |
| 1988–89  | Mark Robins                       |

| Mùa giải  | Jimmy Murphy Cầu thủ trẻ của năm | Denzil Haroun Cầu thủ dự bị của năm |
| --------- | -------------------------------- | ----------------------------------- |
| 1989–90   | Lee Martin                       | Mark Robins                         |
| 1990–91   | Ryan Giggs                       | Jason Lydiate                       |
| 1991–92   | Ryan Giggs                       | Brian Carey                         |
| 1992–93   | Paul Scholes                     | Colin McKee                         |
| 1993–94   | Phil Neville                     | Nicky Butt                          |
| 1994–95   | Terry Cooke                      | Kevin Pilkington                    |
| 1995–96   | Ronnie Wallwork                  | Michael Appleton                    |
| 1996–97   | John Curtis                      | Michael Clegg                       |
| 1997–98   | Wes Brown                        | Michael Twiss                       |
| 1998–99   | Wes Brown                        | Mark Wilson                         |
| 1999–2000 | Bojan Djordjic                   | Jonathan Greening                   |
| 2000–01   | Alan Tate                        | Michael Stewart                     |
| 2001–02   | Paul Tierney                     | John O'Shea                         |
| 2002–03   | Ben Collett                      | Darren Fletcher                     |
| 2003–04   | Jonathan Spector                 | David Jones                         |
| 2004–05   | Giuseppe Rossi                   | Sylvan Ebanks-Blake                 |
| 2005–06   | Darron Gibson                    | Giuseppe Rossi                      |
| 2006–07   | Craig Cathcart                   | Kieran Lee                          |
| 2007–08   | Danny Welbeck                    | Richard Eckersley                   |
| 2008–09   | Federico Macheda                 | James Chester                       |
| 2009–10   | Will Keane                       | Ritchie De Laet                     |
| 2010–11   | Ryan Tunnicliffe                 | Oliver Gill                         |
| 2011–12   | Mats Møller Dæhli                | Michael Keane                       |
| 2012–13   | Ben Pearson                      | Adnan Januzaj                       |
| 2013–14   | James Wilson                     | Saidy Janko                         |
| 2014–15   | Axel Tuanzebe                    | Andreas Pereira                     |
| 2015–16   | Marcus Rashford                  | Cameron Borthwick-Jackson           |
| 2016–17   | Angel Gomes                      | Axel Tuanzebe                       |
| 2017–18   | Tahith Chong                     | Demetri Mitchell                    |
| 2018–19   | Mason Greenwood                  | Tahith Chong                        |
| 2019–20   | Anthony Elanga                   | James Garner                        |
| 2020–21   | Shola Shoretire                  | Hannibal Mejbri                     |
| 2021–22   | Alejandro Garnacho               | Álvaro Fernández                    |
| 2022–23   | Kobbie Mainoo                    | Dan Gore                            |